# Henry George
Henry George (n. 2 septembrie 1839, Pennsylvania, SUA – d. 29 octombrie 1897, New York City, New York, SUA) a fost un economist politic și jurnalist american. Scrierile sale au fost extrem de populare în America secolului al XIX-lea. El a inspirat filozofia economică cunoscută sub numele de georgism, care susține că oamenii ar trebui să dețină valoarea pe care o produc ei înșiși, dar că valoarea economică a terenurilor (inclusiv a resurselor naturale) ar trebui să aparțină în mod egal tuturor membrilor societății. George a argumentat că un impozit unic asupra valorii terenurilor ar crea o societate mai productivă și mai echitabilă.
Cea mai faimoasă lucrare a sa, Progres și sărăcie (1879), a vândut milioane de exemplare în întreaga lume. Cartea investighează paradoxul creșterii inegalității și sărăciei în contextul progresului economic și tehnologic.
George a fost jurnalist timp de mulți ani, iar popularitatea scrierilor și discursurilor sale l-a determinat să candideze la primăria orașului New York în 1886. George a suferit un accident vascular cerebral fatal în timpul celei de-a doua campanii pentru primărie în 1897. Aproximativ 100.000 de oameni au participat la funeraliile sale.
Ideile și moștenirea lui George continuă să fie dezbătute și studiate și în prezent. Lucrările sale au influențat figuri diverse precum Winston Churchill, Sun Iat-sen și Martin Luther King Jr.